# Símplex

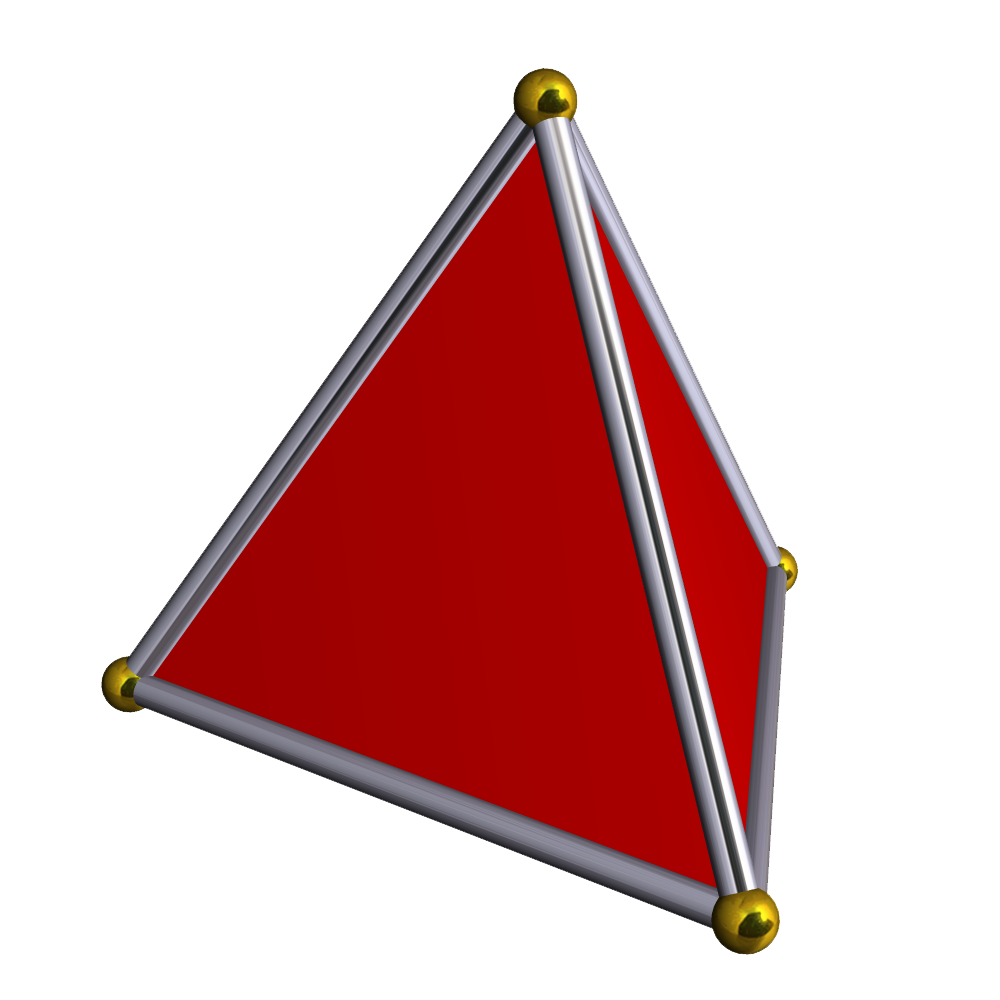
Un 3-simplex o tetraedre

En geometria, un símplex o n-símplex és l'anàleg en n dimensions d'un triangle. Més exactament, un símplex és l'envolupant convexa d'un conjunt de (n+1) punts independents afins en un espai euclidià de dimensió n o major, és a dir, el conjunt de punts tal que cap  m -pla conté més que (m+1) d'ells.